# ホワイトリバー駅
ホワイトリバー駅（英語：White River train station）はカナダオンタリオ州サドバリー ウィニペグ・ストリート・ノースにある駅。カナダ各地を結ぶVIA鉄道が乗り入れている。

## 概要
当駅は列車の到着と出発に合わせ営業する。

## 利用可能な鉄道路線／列車
VIA鉄道の停車する列車は下記の通り。
サドバリーとホワイトリバー間の昼行中距離列車サドバリー・ホワイトリバー列車 …サドバリー方面 水・金・日 出発